# Fushigi Yuugi
Fushigi Yuugi (jap. ふしぎ遊戯, Fushigi Yūgi, dt. etwa „wundersames Spiel“) ist eine Manga-Serie der japanischen Zeichnerin Yuu Watase, die auch in eine Animeserie, mehrere OVAs und Romane umgesetzt wurde. Ein Ableger der Serie hat den Titel Fushigi Yuugi Genbu Kaiden. Fushigi Yuugi lässt sich den Genres Shōjo, Romantik, Abenteuer, Drama und Komödie zuordnen.

## Handlung

### Erster Teil
Die beiden Schülerinnen Miaka Yuuki und Yui Hongo sind die besten Freunde, bis sie in der Nationalbibliothek ein geheimnisvolles Buch namens Das Reich der vier Götter finden, durch das sie in eine fremde Welt, die dem mittelalterlichen China ähnelt, gelangen. Das Universum der vier Götter ist in vier Herrschaftsbezirke aufgeteilt, die jeweils einen eigenen Gott anbeten.
Die beiden Freundinnen werden von einem jungen Mann namens Tamahome vor Sklavenhändlern gerettet, doch ehe sie sich versehen, befinden sie sich wieder in der Bibliothek. Nach einem Streit mit ihrer Mutter läuft Miaka weg und flüchtet erneut in das Buch. Dort trifft sie wieder auf Tamahome und wird vom Kaiser Hotohori des Landes Konan zur Priesterin des Suzaku ernannt. Ihre Aufgabe besteht darin, die sieben Suzaku-Seishi, Menschen, die ein spezielles „Zeichen“ auf dem Körper haben und allesamt besondere Fähigkeiten besitzen, ausfindig zu machen und zu vereinen. Daraufhin soll sie den Gott Suzaku beschwören, der ihr drei Wünsche erfüllen wird.
Auf ihrer Reise wird Miaka aber krank und kehrt mit Yuis Hilfe wieder in die reale Welt zurück. Im Austausch gegen sie wird Yui ins Buch gezogen und landet in einem üblen Viertel der Hauptstadt des Landes Kutou, in dem der Gott Seiryuu angebetet wird. Yui wird von dem jungen Nakago gerettet, als sich einige Männer an ihr vergreifen wollen. Dieser nutzt ihre Schwäche schamlos aus und redet ihr immer wieder ein, dass Miaka schuld an ihrem Erlebnis sei und dass sie von den Männern vergewaltigt worden sei. Ihm glaubend wird sie zur Priesterin des Seiryuu.
Daraufhin versucht sie mehrfach, von Nakago geleitet, Miaka daran zu hindern, die Suzaku-Seishi zu finden und Suzaku zu rufen.
So versucht sie, Miaka und Tamahome, die mittlerweile ein Liebespaar sind, zu trennen und Tamahome für sich zu gewinnen. Sie flößt Tamahome ein Elixier ein, das seine Persönlichkeit verändert und ihn unter ihren Einfluss stellt. Durch Yui gelenkt, versucht er, Miaka zu töten. Erst ihr Kuss, den sie ihm gibt, weil sie ihn noch immer liebt, erlöst ihn von dem Bann und führt beide wieder zusammen. Doppelgänger schleusen sich in die Gruppen ein, Feindschaft, Verrat und kriegerische Kämpfe bestimmen das Leben der beiden ehemaligen Freundinnen. Es entstehen auch Konflikte innerhalb der Gruppen der Suzaku und der Seiryuu, die durch Neid, Eifersucht und Angst um den Verlust des Geliebten hervorgerufen werden.
Das Ende spielt wieder im gegenwärtigen Tokio, in dem die Suzaku-Seishi gegen Nakago kämpfen, um zu verhindern, dass ihm sein Wunsch, Gott zu sein, gewährt wird. Yui erkennt, dass sie von Nakago getäuscht wurde, und hilft Miaka, sodass sie gemeinsam mit den Suzaku-Seishi Nakago besiegen kann. Schließlich wünscht sich Miaka von Suzaku, dass Tamahome in ihrer Zeit wiedergeboren wird, damit sie für immer zusammen sein können.

### Zweiter Teil
Miaka, nun in der Oberschule, ist glücklich mit Tamahome zusammen, der als Taka wiedergeboren wurde. Taka studiert und verdient sich mit Nebenjobs seinen Lebensunterhalt. Doch nachdem einige Monate vergangen sind, ruft Suzaku Miaka zu Hilfe. Sie soll zurück in das Reich der vier Götter, um dahin zu reisen, erhält sie von ihm eine Schriftrolle. Dort soll Miaka gegen Tenkou kämpfen, den bösen Dämon, zu dem Nakago betete und der nun die Welt der vier Götter vernichten und eine eigene erschaffen will. Suzaku wurde von ihm bereits geschwächt. Miaka muss die noch immer verlorene Erinnerung Tamahomes, die in Form von sieben Kugeln im Reich der vier Götter versiegelt ist, finden und sie Taka geben. Dann wird Suzaku wieder mächtiger.
Seitdem erscheinen immer wieder Monster in Miakas Welt. In der Welt der vier Götter tauchten diese schon häufiger auf. Miaka und Taka treffen auf ihrer Suche zunächst Tasuki, dann Chichiri und schließlich auch die anderen, verstorbenen Seishi als Geist. Ein Helfer Tenkous geht zugleich als Schüler an Miakas Schule und schafft es, Schülersprecher zu werden. Mit seinen Manipulationsfähigkeiten will er Miaka, Taka und auch Yui in deren eigener Welt besiegen.

## Charaktere
Anmerkung: Die Seishi werden vorrangig mit dem Namen ihres Sternbildes gerufen. Sie haben aber auch normale Namen, diese werden in Klammern dazu genannt, aber im Laufe der Handlung nur sehr selten verwendet.
Miaka Yuuki (夕城美朱)
Miaka ist die weibliche Hauptperson. Sie ist Schülerin und will mit ihrer Freundin Yui, die sie seit dem Kindergarten kennt, auch auf dieselbe Highschool gehen. Daher muss sie viel lernen, wobei sie in der Nationalbibliothek das Buch „Universum der vier Götter“ entdeckt. Im Verlauf der Handlung verliebt sie sich in Tamahome, den ersten der sieben Suzaku-Seishi. Ihre Fröhlichkeit und Zuversicht hilft oft aus scheinbar aussichtslosen Situationen, aber ihre Gefräßigkeit bringt sie oft in Schwierigkeiten. Sie gibt auch nie die Hoffnung auf, Yui als Freundin zurückzugewinnen.
Yui Hongo (本郷 唯)
Yui ist seit dem Kindergarten die beste Freundin von Miaka. Sie ist gut in der Schule und hilft daher auch Miaka, damit diese mit ihr auf eine Highschool gehen kann. Daher ist sie auch bei Miaka, als sie das Buch „Universum der vier Götter“ finden. Auch sie verliebt sich in Tamahome. Als sie von Nakago manipuliert wird und glaubt, Miaka wäre daran schuld, dass man sie vergewaltigt hätte, will sie ihr Tamahome wegnehmen. Zeitweise scheint sie sich auch in Nakago verliebt zu haben. Am Ende lehnt sie lange Zeit ab, dass Nakago sie belogen hat, obwohl sie von Miaka die Wahrheit erfuhr. Dennoch kann sie sich mit Miaka wieder vertragen und vergibt auch Nakago.
Tamahome (鬼宿, richtiger Name Sou Kishuku)
Tamahome ist der erste der Suzaku-Seishi, den Miaka findet, sogar noch bevor sie Priesterin des Suzaku wird. Er wirkt erst ausgesprochen selbstsüchtig und geizig, kann aber bald seine Liebe zu Miaka eingestehen. Er hat auch einen Vater und vier Geschwister, die in einem Dorf in Konan leben. Seine Familie unterstützt er auch oft, was teilweise sein habgieriges Verhalten anderen gegenüber erklärt. Er trägt das Zeichen für „Dämon“ auf seiner Stirn, welches auch Teufel bedeutet. Er ist ein Meister des waffenlosen Nahkampfes (Kempō), was durch seine Fähigkeiten als Suzaku-Seishi noch unterstützt wird.
Hotohori (星宿, richtiger Name Seishuku Saihitei)
Hotohori ist der vierte Kaiser des Reiches Konan. Durch ihn erfährt Miaka von ihrem Schicksal als Priesterin des Suzaku. Er ist schön, aber sehr eingebildet wegen seiner fast weiblichen, Schönheit. Auch wird er während eines Aufenthaltes bei den Räubern von diesen daher als Frau betrachtet. Am Anfang will er Miaka heiraten, wovon er aber bald Abstand nimmt als diese sich in Tamahome verliebt. Dennoch will er Miaka in jeder Situation beschützen. Er trägt das Zeichen für „Stern“ an seinem Hals. Seine Waffe ist das Schwert.
Tasuki (翼宿, richtiger Name Shun´u Kou, Spitzname Genrou)
Tasuki ist einer der sieben Suzaku-Seishi. Er war einmal der Anführer einer Räubergruppe, die er aber seinem guten Freund Kouji überließ, um Miaka zu helfen. Er ging sehr distanziert mit Tamahome um und trauerte sehr um den Tod von Chiriko und Nuriko. Er trägt das Zeichen für „Flügel“.
Nuriko (柳宿, richtiger Name Ryuuen Chou)
Nuriko ist ebenfalls einer der sieben Suzaku-Seishi. Als er noch ein Kind war, starb seine kleine Schwester bei einem Unfall. Unfähig, ihren Tod zu akzeptieren, verkleidete er sich von nun an als seine Schwester Kourin und trat in den kaiserlichen Harem ein. Anfangs halten ihn die anderen noch für eine Frau, seine Verkleidung fällt aber schnell auf. Nuriko ist anfangs sehr eifersüchtig, da er in Hotohori verliebt ist, dieser sich aber nur um Miaka kümmert. Mit der Zeit werden er und Miaka aber sehr gute Freunde. Er trägt das Zeichen für „Weide“ auf der linken Brust und er ist körperlich trotz seiner zierlichen Erscheinung ziemlich stark.
Nakago (魏 アユル, richtiger Name Gi Ayuru)
Nakago ist der Antiheld der Serie und der Anführer der Seiryuu-Seishi. Er benutzt diese sowie Yui nur um seine eigenen Ziele durchzusetzen. Dabei bedient er sich häufig Lügen und List, aber auch roher Gewalt. Er ist Untergebener des Kaisers von Kutou. Mit seinen blonden Haaren und blauen Augen sticht er aus der Bevölkerung Kutous hervor. Er ist einer der letzten Überlebenden eines Volkes, dass von Kutou erobert und vernichtet wurde. Daher will er den Kaiser stürzen und an seiner statt regieren. Dafür muss er erst Konan angreifen, damit der Kaiser schutzlos ist. Außerdem will er ein Gott werden, um unangreifbar zu sein. Auf seiner Stirn trägt er das Zeichen für „Herz“.

## Veröffentlichungen
Fushigi Yuugi erschien in Japan von 1992 bis 1996 in Einzelkapiteln im Manga-Magazin Shōjo Comic des Shogakukan-Verlags. Diese Einzelkapitel wurden auch in 18 Sammelbänden zusammengefasst. Der erste Teil der Handlung umfasst die ersten 13 Bände, die Bände 14 bis 18 enthalten den zweiten Teil.
Auf Deutsch erschien Fushigi Yuugi von 2001 bis 2004 komplett bei Egmont Manga und Anime. Die Übersetzung stammt von Josef Shanel und Matthias Wissnet. Die Manga-Serie wurde unter anderem auch in Südkorea, Spanien, Frankreich, Italien, Portugal, Schweden, China und den USA veröffentlicht.
Von April 2022 bis Juni 2024 veröffentlichte Tokyopop eine Neuauflage des Mangas in einer 2in1-Edition.

## Adaptionen

### Anime
Das Studio Pierrot produzierte zum Manga eine 52-teilige Anime-Serie, bei der Hajime Kamegaki Regie führte. Deren Handlung umfasst den ersten Teil des Mangas. Das Charakterdesign entwarf Hideyuki Motohashi und künstlerischer Leiter waren Hitoshi Nagasaki, Hitoshi Nagasawa und Yuji Ikeda. Die Serie wurde von 6. April 1995 bis 28. März 1996 auf dem japanischen Fernsehsender TV Tokyo ausgestrahlt. Der Anime wurde in mehrere Sprachen übersetzt, darunter Englisch, Französisch, Spanisch und Russisch.
Von 1996 bis 1998 entstanden außerdem mehrere Zusatzepisoden in Form von zwei OVAs-Reihen. Die erste Reihe Fushigi Yūgi umfasste drei Folgen und die zweite Fushigi Yūgi Dai-ni-bu (ふしぎ遊戯 第二部) sechs Folgen. Beide wurden unter anderem ins Englische, Französische und Italienische übersetzt, eine deutsche Fassung namens Fushigi Yuugi – The Mysterious Play und Fushigi Yuugi – The Mysterious Play New OVA erschien 2005 bei OVA Films.
Eine weitere OVA-Serie, basierend auf zwei der dreizehn Romane, erschien von 2001 bis 2002 unter dem Titel Fushigi Yuugi – Eikou den (ふしぎ遊戯 -永光伝-).

#### Synchronisation
| Rolle         | Japanischer Sprecher (Seiyū) | Deutsche Sprecher (OVA) |
| ------------- | ---------------------------- | ----------------------- |
| Miaka Yuuki   | Kae Araki                    | Marieke Oeffinger       |
| Tamahome      | Hikaru Midorikawa            | Roland Peek             |
| Hotohori      | Takehito Koyasu              |                         |
| Nuriko        | Chika Sakamoto               |                         |
| Chichiri      | Tomokazu Seki                | Dirk Meyer              |
| Tasuki        | Nobutoshi Kanna              | Florian Bauer           |
| Mitsukake     | Kōji Ishii                   | Christoph Jablonka      |
| Chiriko       | Tomoko Kawakami              | Adela Florow            |
| Keisuke Yuuki | Shin’ichirō Miki             |                         |
| Yui Hongo     | Yumi Touma                   |                         |
| Nakago        | Tooru Furusawa               |                         |

#### Musik
Für die Musik der Serie waren Yūsuke Honma und Akihiko Fujita verantwortlich. Das Vorspannlied ist Itōshii Hito no Tame ni (いとおしい人のために) von Akemi Satō. Als Abspanntitel verwendete man Tokimeki no Dōkasen (ときめきの導火線) von Yukari Konno, nur bei Folge 33 war es Kaze no Uta (風の旋律) von Chika Sakamoto und bei Folge 52 for Epilogue… ([ときめきの導火線＋いとおしい人のために]) von Yukari Konno und Akemi Satō.

### Romane
Bei Shogakukans Mädchen-Light-Novel-Imprint Palette Bunko erschienen 13 Romanbände auf Basis des Mangas. Der Text stammt von Megumi Nishizaki (西崎めぐみ), basierend auf der Handlung und mit den Illustrationen von Yuu Watase.
2004 wurden vier von diesen vom VGS-Verlag auf Deutsch verlegt.
In den Romanen dreht sich die Handlung nicht, wie im Manga und Anime, um Miaka und Yui. Es werden Hintergrundgeschichten der Seishi erzählt, zum Beispiel über Tamahome, Mitsukake und Chiriko.

### Artbook
Das 96-seitige Artbook The Art of Fushigi Yugi zum Manga wurde im Dezember 2002 veröffentlicht. Bisher ist das Artbook in japanischer, englischer (bei Viz Media) und in französischer Sprache erschienen.

### Theaterstück
Für Oktober 2010 wurde ein Theaterstück basierend auf dem Manga angekündigt. Das Stück von Autor und Regisseur Shintarō Sugano soll im Nakano The Pocket theater gezeigt werden. 2011 und 2012 folgten noch einmal je ein Stück, Suzaku Hen und Seiryū Hen. Alle drei Stücke wurden von AmiPro produziert.

### Musical
2016 und 2018 wurde Fushigi Yuugi als Musical auf die Bühne gebracht.

## Rezeption
Laut Patrick Drazen entsteht der Humor der Serie vor allem aus Super-Deformed-Darstellungen, was für westliche Leser und Zuschauer verwirrend sein kann. Dennoch war die Reihe international erfolgreich.
Die Fachzeitschrift FUNime spricht von einer gelungenen zeichnerischen Umsetzung des Animes sowie einer guten Musik, „vor allem das Opening und das Ending-Thema sind absolut hörenswert“. Die Geschichte sei abwechslungsreich, da sie romantische und auch Action-Szenen enthalte. Es wird jedoch bemerkt, dass die Serie nach der 27. Folge einen Bruch aufweise. Die zuerst ruhig erzählte, ernste Geschichte werde im zweiten Teil leichter gehalten, wodurch die Handlung nicht mehr so dicht wirke. Die Zeitschrift Anime DVD schreibt zum Manga, „die Verbindung von zu jahrtausend alter Mystik, mit all ihren Hintergründen und dem alten Wissen macht die Geschichte besonders dicht und beeindruckend.“